# 韋恩·埃林·魯特
韋恩·埃林·魯特（英語：Wayne Allyn Root；1961年7月20日—）是美國的一位商人、電視和廣播節目主持人、作家、電視製作人和政治評論家。魯特曾長期是一位共和黨成員，並且自認為是一位自由意志共和黨人。2007年，他加入自由意志黨，並曾角逐2008年自由意志黨總統候選人提名。2012年，他退出自由意志黨，重新加入共和黨。他的政治立場支持小政府。

## 外部連結
- 韋恩·埃林·魯特在互联网电影资料库（IMDb）上的資料（英文）
- C-SPAN內的頁面（英文）
- 維基新聞訪問
- YouTube上的韋恩·埃林·魯特頻道

| 政党职务                 | 政党职务                      | 政党职务             |
| ------------------------ | ----------------------------- | -------------------- |
| 前任者： 理查德·坎帕尼亞 | 自由意志黨副總統候選人 2008年 | 繼任者： 詹姆斯·格雷 |